# Аменемнису
Аменемнисут (Neferkare-Heqawaset Amenemnisut) е фараон от Двадесет и първа династия на Древен Египет. Управлява в Долен Египет със столица Танис ок. 1051 – 1047 г. пр.н.е., (алтернативно ок. 1043 – 1039 г. пр.н.е.), паралелно с Пинеджем I, който е фараон в Среден и Горен Египет.

## Управление
Аменемнисут (букв. Амон е цар) е приемник на фараон Смендес и може би негов син, или син на тиванския върховен жрец Херихор. Съществуването на този фараон дълго време е било подлагано на съмнение от египтолозите, поради липсата на каквито и да било паметници и сведения за него. Единствено Манетон споменава Неферхерес (Nephercherês, гръцка форма на Неферкара) като трети фараон от 21-ва династия, управлявал 4 години, след Псусенес I.
Съществуването на фараон с името Аменемнисут Неферкара е потвърдено само от два златни наконечника (рогове) от лък с картуши на владетеля, намерени в гробницата на Псусенес I, открита през 1940 г. Тъй като тронните имена на Аменемнисут и Псусенес I са представени заедно, някои учени предполагат, че те са братя или баща и син, управлявали съвместно за известен период, освен ако не се приеме, че Аменемнисут е пряк наследник на Смендес.
За управлението на Аменемнисут не е известно почти нищо, освен бунтът от последата година на Смендес, потушен от Менхепера, върховен жрец на Амон в Тива и син на Пинеджем I. Бунтовниците са заточени в Западния оазис, което е документирано в т.нар. Стела на заточението.